# Coxiella burnetii
Espèce
Coxiella burnetii est la bactérie responsable de la fièvre Q. Considéré initialement comme une rickettsie, elle avait d'abord été baptisée Rickettsia burnetii mais elle a été plus récemment exclue de l'ordre des Rickettsiales pour devenir l'espèce-type du genre Coxiella. Comme ces dernières, elle appartient aux protéobactéries (gamma ici) mais elle ne prend pas la coloration de Gram.

## Historique
Des recherches effectuées durant les années 1920 et 1930 ont permis d'identifier ce qui ressemblait à une nouvelle espèce de Rickettsia, isolée de tiques et suffisamment petite pour être capable de traverser les filtres. La première description de ce qui est peut-être une Coxiella burnetii a été effectuée en 1925 par Hideyo Noguchi, mais comme ses échantillons n'ont pas pu survivre, le doute persiste. Les descriptions les plus fiables ont été publiées durant les années 1930s sur la recherche de la cause de la fièvre Q par Edward Holbrook Derrick et Frank Macfarlane Burnet en Australie, et Herald Rae Cox et Gordon Davis au Rocky Mountain Laboratory (RML) aux États-Unis
L'équipe du RML a proposé le nom de Rickettsia diaporica, dérivé d'un mot grec pour désigner sa capacité à passer à travers les trous d'un filtre, et pour éviter de la nommer d'après Cox ou Davis s'il s'avérait que la description de Noguchi avait la priorité. A la même période, Derrick a proposé le nom de Rickettsia burnetii, en reconnaissance de la contribution de Burnet pour identifier cet organisme comme uneRickettsia. Comme il apparaissait évident que cet organisme différait significativement des autres Rickettsia, il a été elevé en tant que sous-genre nommé d'après Cox, Coxiella. En 1948, un autre chercheur du RML, Cornelius B. Philip, a proposé d'élever le sous-genre en tant que genre à part entière. Des recherches dans les années 1960s – 1970s par le microbiologiste and virologue Paul Fiset ont été essentielle pour le développement du premier vaccin efficace contre la fièvre Q .
Les Coxiella ont été difficiles à étudier du fait de l'impossibilité de les cultiver hors de leurs hôtes. En 2009, des scientifiques ont décrits une technique permettant la croissance de la bactérie dans une culture axénique et ont suggéré que cette technique serait utile pour l'étude d'autres pathogènes.

## Contamination
Elle est responsable de zoonose de répartition mondiale dont l'animal est le réservoir en cas d'avortement du bétail (ovins, bovins, caprins) par multiplication dans le placenta. 
La contamination humaine se fait le plus souvent par inhalation de poussières ou d'aérosols contaminés (contenant des débris d’avortement d'animal broyé) sur le passage de troupeaux infectés. Elle concerne les professions rurales exposées, le tourisme rural ou la consommation de produits laitiers mal pasteurisés.

## Pathogénicité

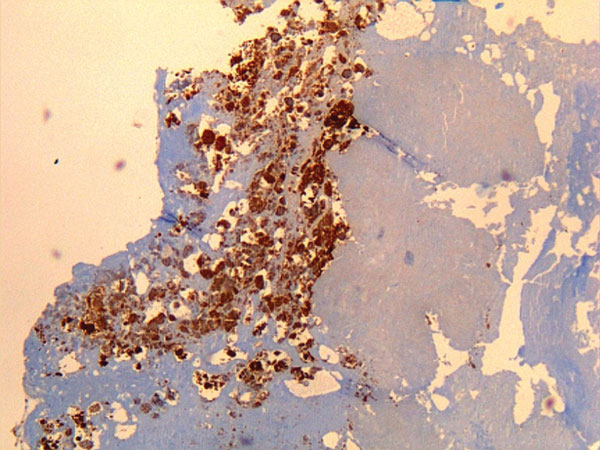
Détection par Immunohistochimie (IHC) de C. burnetii dans une valve cardiaque prélevée sur un homme de 60 ans atteint de fièvre Q et d'endocardite, à Cayenne, Guyane française, C. burnetii détectée avec des anticorps monoclonaux et une coloration hematoxyline : agrandissement original ×50

La DI50 (la dose nécessaire pour infecter 50 % des sujets expérimentaux); i.e., l'inhalation d'un microorganisme va conférer la maladie chez les sujets de 50% de la population. Il s'agit là d'une dose extrêmement faible (seules 1 à 10 bactéries sont nécessaires), faisant de C. burnetii un des microorganismes les plus infectieux,.

### Physiopathologie
La cellule cible est le macrophage ; Coxiella burnetii résiste en effet à l'acidité et donc ne sera pas dégradé dans les phagolysosomes. Elle a également un tropisme vasculaire (endothélium). On distingue 2 formes :
- forme aigüe : 3 semaines d'incubation puis fièvre isolée, hépatite et pneumonie légère ;
- forme chronique : en cas de non traitement ou en présence de facteurs de risques notamment cardiovasculaire ou de parturition, on peut avoir une valvulopathie et des vascularites, des endocardites, des infections d'anévrismes ou de prothèses vasculaires.

### Traitements
Alors que la plupart des infections régressent spontanément ou reste asymptomatique dans 60% des cas, un traitement par de la tetracycline ou de la doxycycline réduit la durée des symptômes ainsi que la probabilité d'apparition d'une infection chronique. Une combinaison d'érythromycine et de rifampin est très efficace pour guérir la maladie, et la vaccination par le vaccin Q-VAX (CSL) est efficace pour sa prévention mais reste déconseillée en cas d'antécédents d'infection à C. burnetii.

## Taxonomie
En 2005, l'espèce Coxiella burnetii et son genre Coxiella sont placés dans une nouvelle famille, les Coxiellaceae.

### Étymologie
L'étymologie de cette espèce est la suivante «bur.net’i.i. N.L. gen. masc. n. burnetii, de Burnet, nommé d'après Frank MacFarlane Burnet, qui a été le premier à décrire les caractéristiques de cet organisme,.»